# Jean Bedoire den äldre
Jean Bedoire (uttal: [bédoar]), född i Frankrike (troligen i Saintonge), död 1721 i Stockholm, var en fransk-svensk perukmakare och grosshandlare.

## Biografi
Bedoire flyttade till Stockholm som reformert kristen under andra halvan av 1600-talet och erhöll där burskap som perukmakare den 17 april 1672. Han övergav sedermera sitt yrke som perukmakare för att i stället bedriva import av handelsvaror från Frankrike. Framför allt importerade Bedoire viner. Efter Bedoires död övertog sonen Jean Bedoire den yngre importnäringen, och gjorde sig som sådan till en av Sveriges rikaste.

## Familj
Bedoire gifte sig den 28 december 1680 med Mariqué Carré, dotter till Frans Carré och Johanna Padebrugge. I äktenskapet föddes flera barn, av vilka gifte sig döttrarna in i flera förmögna familjer inom skeppsbroadeln. Bland vilka märks Lefebure, Pauli, Campbell och Toutin. De båda sönerna, Jean Bedoire den yngre (1683–1753) och Frans (Francois) Bedoire (1690–1742), fortsatte faderns rörelse.